# 27 avril
Pour les articles homonymes, voir Vingt-Sept-Avril.
27 mars 27 mai
Chronologies thématiques
- Croisades
- Ferroviaires
- Sports
- Disney
- Anarchisme
- Catholicisme

Abréviations / Voir aussi
- (° 1852) = né en 1852
- († 1885) = mort en 1885
- a.s. = calendrier julien
- n.s. = calendrier grégorien
- Calendrier
- Calendrier perpétuel
- Liste de calendriers
- Naissances du jour

Le 27 avril est le 117e jour, moins souvent le 118e, de l'année du calendrier grégorien ; il en reste ensuite 248.
Son équivalent était généralement le 8e jour du mois de floréal dans le calendrier républicain ou révolutionnaire français, officiellement dénommé jour du champignon.

## Événements

### IVesiècle
- 395 : mariage de l'empereur romain d'Orient Flavius Arcadius avec Eudoxie.

### VIIesiècle
- 629 : Schahr-Barâz devient roi de l'empire perse (et donc empereur).

### VIIIesiècle
- 711 : les troupes maures menées par Tariq ibn Ziyad traversent le détroit de Gibraltar et commencent leur invasion de la péninsule ibérique.

### XIIesiècle
- 1124 : David Ier devient roi d'Écosse.[réf. nécessaire]

### XIIIesiècle
- 1296 : victoire anglaise, à la bataille de Dunbar, pendant les guerres d'indépendance de l'Écosse.

### XVesiècle
- 1413 : révolte des Cabochiens.

### XVIesiècle
- 1521 : défaite des troupes de Fernand de Magellan contre les autochtones tagalogs (futurs Philippins), à la bataille de Mactan. Magellan y perd la vie.
- 1578 : le duel des Mignons est un affrontement opposant plusieurs mignons du roi Henri III.L'attaque de la Société générale de Chantilly par la bande à Bonnot dessinée en "une" du Petit Journal

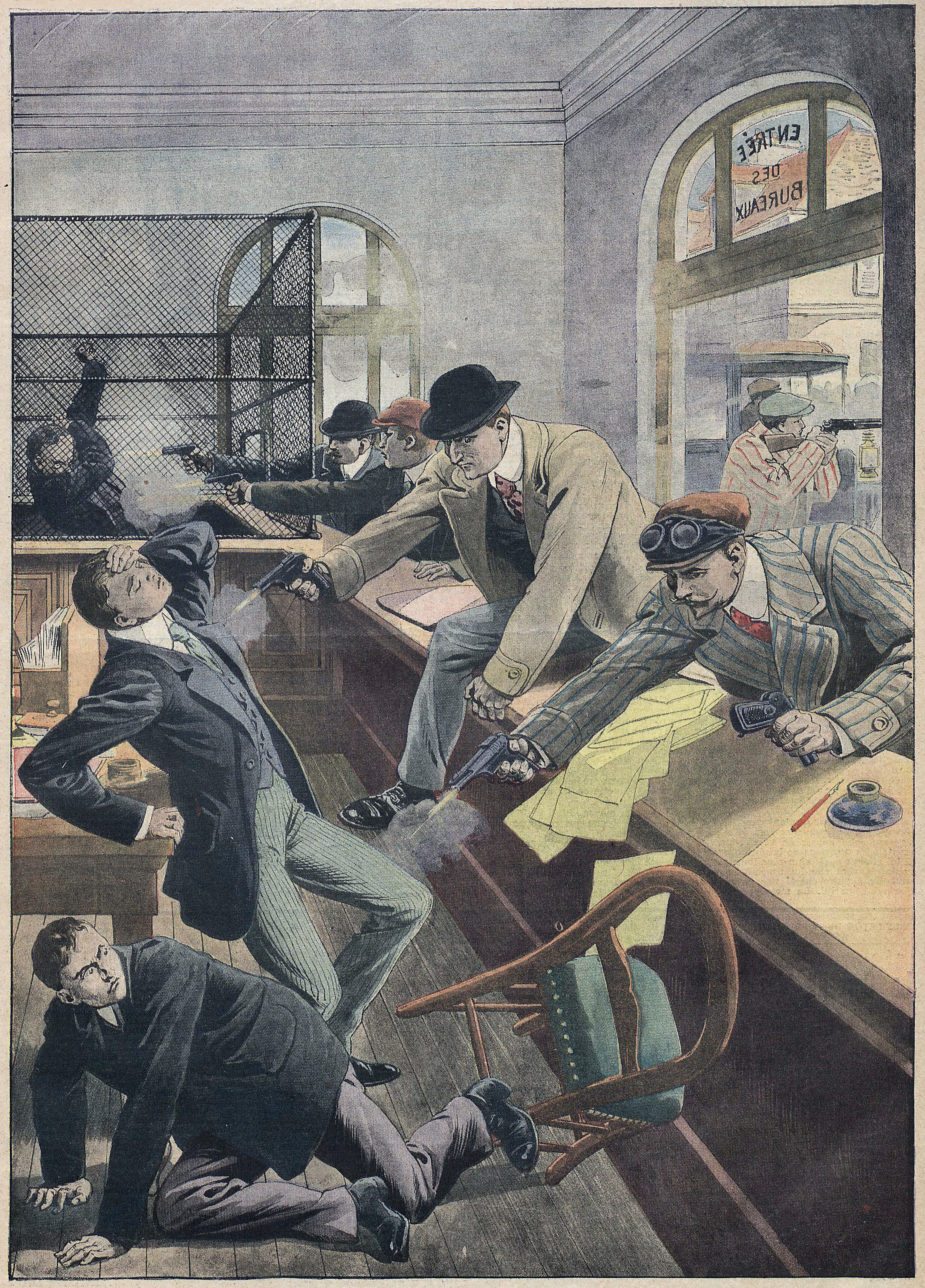
L'attaque de la Société générale de Chantilly par la bande à Bonnot dessinée en "une" du Petit Journal

### XVIIesiècle
- 1662 : traité de Paris instituant une alliance défensive entre la France et les Provinces-Unies.

### XIXesiècle
- 1848 : décret d'abolition de l'esclavage en France impulsé par Victor Schœlcher.

### XXesiècle
- 1904 : Chris Watson devient Premier ministre d'Australie, c'est le premier chef de gouvernement à être social-démocrate.
- 1909 : destitution du sultan ottoman Abdülhamid II.
- 1912 : arrestation de la bande à Bonnot à Choisy-le-Roi (Val-de-Marne).
- 1915 :
  - naufrage du cuirassé Léon Gambetta, torpillé par un sous-marin de la marine austro-hongroise, au large des Pouilles (Italie). C'est le premier navire perdu par la France au cours de la Première Guerre mondiale, et l'une des plus grandes tragédies de l'histoire de la Marine nationale, où près de 700 marins français périrent dans l'Adriatique ;Entrée principale du camp de la mort nazi d'Auschwitz-Birkenau en Pologne

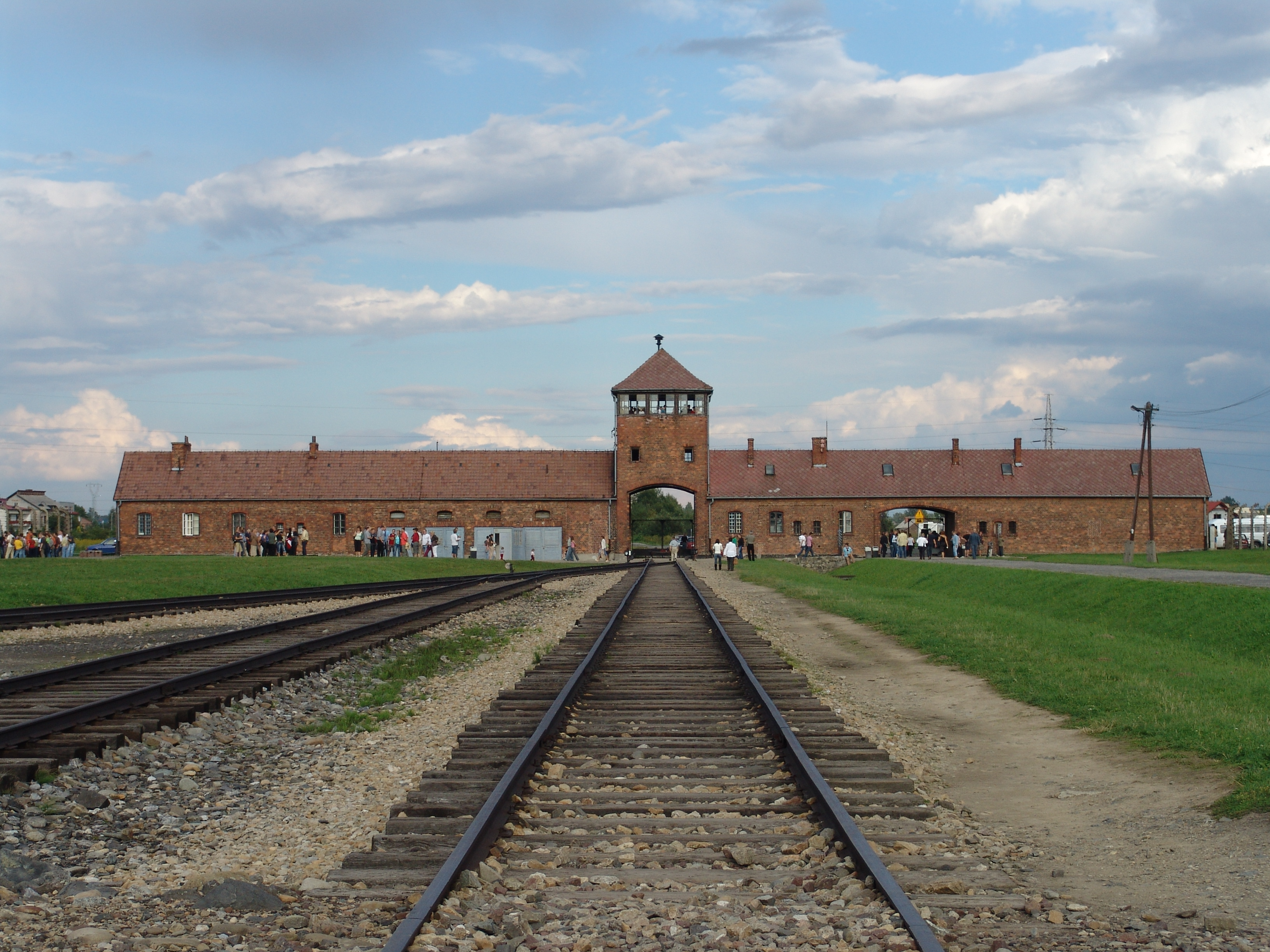
Entrée principale du camp de la mort nazi d'Auschwitz-Birkenau en Pologne

  - création de la mention « Mort pour la France », attribuée à tout homme tué au combat[1].
- 1940 : Himmler ordonne la construction d'un camp de concentration à Auschwitz.
- 1960 : indépendance du Togo.
- 1961 : indépendance de la Sierra Leone.
- 1969 : résultat du référendum, puis démission, rendue effective le lendemain à 12 h, du Président de Gaulle.
- 1972 : amerrissage du vaisseau Apollo 16, dans l'Océan Pacifique (0° 43′ S, 156° 13′ O).
- 1992 : naissance de la République fédérale de Yougoslavie.
- 1994 : en Afrique du Sud, dissolution des régions des bantoustans (créées durant la période d'apartheid), premières élections multiraciales, et adoption du nouveau drapeau national de cette nation arc-en-ciel.
- 1996 : fin de l'opération Raisins de la colère entre Israël et Liban.

### XXIesiècle
- 2011 :
  - résolution no 1978 du Conseil de sécurité des Nations unies à la suite de rapports du secrétaire général sur le Soudan.
  - résolution no 1979 du Conseil de sécurité des Nations unies sur le Sahara occidental.
- 2014 : Gjorge Ivanov est réélu président de la République de Macédoine.
- 2015 : la commission électorale soudanaise déclare Omar el-Béchir vainqueur de l’élection présidentielle.
- 2018 : rencontre des dirigeants coréens Moon Jae-in du sud et Kim Jong-un du nord, qui signent une déclaration pour la dénucléarisation et la réunification à la frontière de leurs deux républiques séparées à Panmunjeom.

## Arts, culture et religion
- 1709 : consécration du temple expiatoire du Christ-Roi / église dédiée à Notre-Dame de Guadalupe dans le sanctuaire marial voué à cette dernière à Mexico[2].
- 1867 : première de Roméo et Juliette de Charles Gounod.
- 1882 : discours de réception de Louis Pasteur à l’Académie française[3].
- 1947 : béatification de Maria Goretti par Pie XII.
- 1967 : inauguration de l'exposition universelle de 1967 à Montréal.
- 2014 : canonisation des bienheureux papes Jean XXIII et Jean-Paul II par leur successeur en exercice François en présence du pape émérite Benoît XVI.

## Sciences et techniques
- 1905 : inauguration de l'exposition universelle de Liège en Belgique wallonne et francophone.
- 1946 : création de l’Institut national de la statistique et des études économiques (INSEE), par la loi de finances française (articles 32 et 33)[4].
- 1989 : fin du Congrès international sur la modélisation géotechnique en centrifugeuse, à Paris[5].

## Économie et société
- 1950 : création de l'association du Club Méditerranée par le sportif belge Gérard Blitz bientôt rejoint par le magnat de la tente de camping Gilbert Trigano, d'abord sur l'une des îles Baléares[6].
- 2005 : premier vol de l'Airbus A380 depuis l'aéroport de Toulouse-Blagnac.
- 2011 : jour le plus meurtrier de l’éruption de tornades du 25 au 28 avril 2011 aux États-Unis.

## Naissances

### XVIIesiècle
- 1682 : Claudine Guérin de Tencin, femme de lettres et salonnière française († 4 décembre 1749).Samuel Morse

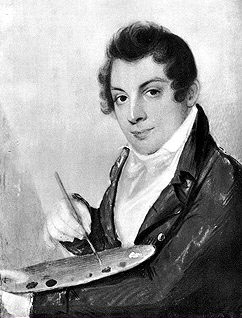
Samuel Morse

### XVIIIesiècle
- 1748 : Adamántios Koraïs, helléniste grec († 6 avril 1833).
- 1755 : Marc-Antoine Parseval, mathématicien français († 16 août 1836).
- 1758 : Charles Henri Frédéric Dumont de Sainte-Croix, ornithologue et haut fonctionnaire français († 8 janvier 1830).
- 1759 : Mary Wollstonecraft, femme de lettres féministe britannique († 10 septembre 1797).
- 1791 : Samuel Morse, peintre et ingénieur américain († 2 avril 1872).
- 1797 : Victor Audouin, naturaliste, entomologiste et ornithologue français († 9 novembre 1841).

### XIXesiècle

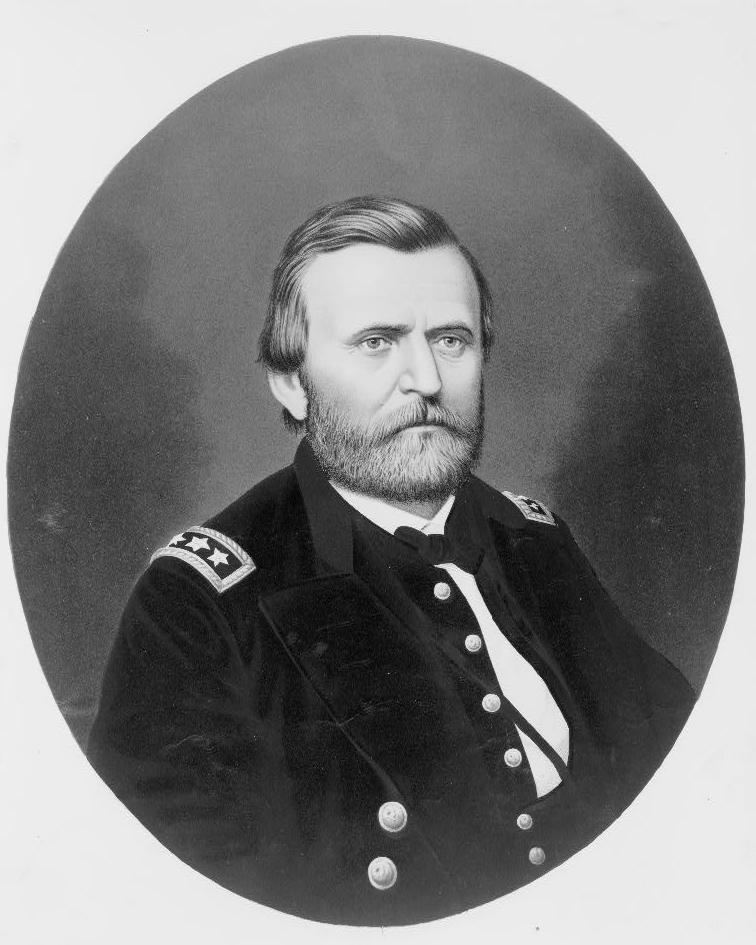
Ulysses S. Grant en 1866

- 1811 : Giuseppe Sapeto, explorateur et missionnaire italien († 25 août 1895).
- 1812 : Friedrich von Flotow, compositeur allemand († 24 janvier 1883).
- 1822 : Ulysses S. Grant, 18e président des États-Unis de 1869 à 1877 († 23 juillet 1885).
- 1845 : Pietro Capaldo, homme politique italien († 4 décembre 1925).
- 1851 : Johann Vaillant, ingénieur et entrepreneur allemand († 11 mars 1920).
- 1853 : Jules Lemaître, écrivain et critique dramatique français († 4 août 1914).
- 1855 : Séverine, écrivaine et journaliste française († 24 avril 1929).
- 1857 : Theodor Kittelsen, dessinateur norvégien († 21 janvier 1914).
- 1866 : Vital Keuller, peintre, graphiste et affichiste belge († 1945).
- 1893 : Alphonse Barbot, homme politique, député breton à Paris redevenu mécanicien à Romillé après son mandat[7] († 14 septembre 1939).
- 1894 : Marcel Gimond, sculpteur français († 13 octobre 1961).
- 1896 : Rogers Hornsby, joueur de baseball américain († 5 janvier 1963).
- 1899 : Walter Lantz, créateur de dessins animés américain († 22 mars 1994).

### XXesiècle
- 1903 : Horace Stoneham (en), dirigeant de baseball américain († 7 janvier 1990).
- 1905 : John Kuck, athlète américain, champion olympique au lancer du poids en 1928 († 21 septembre 1986).
- 1910 : Chiang Ching-Kuo, homme d'État taïwanais, président de Taïwan de 1978 à 1988 († 13 janvier 1988).
- 1911 : Georges Dargaud, éditeur français († 18 juillet 1990).
- 1912 : Jacques de Bourbon Busset, écrivain et diplomate français († 7 mai 2001).
- 1913 : Luz Long, athlète allemand, spécialiste du saut en longueur († 13 juillet 1943).
- 1914 : Albert Soboul, historien français († 11 septembre 1982).
- 1916 : Enos Slaughter, joueur de baseball américain († 12 août 2002).
- 1921 : Robert Dhéry, acteur et réalisateur français († 3 décembre 2004).
- 1922 :
  - Martin Gray, écrivain franco-américain († 25 avril 2016).
  - Jack Klugman, acteur américain († 24 décembre 2012).
  - Sheila Scott, aviatrice anglaise († 20 octobre 1988).
- 1926 : Yves Létourneau, acteur canadien († 26 mai 2020).
- 1927 :
  - Olivér György Dely, herpétologiste hongrois († 19 novembre 2003).
  - Rina Levinson, aviatrice israélienne († 11 avril 2021).
- 1931 :
  - Ida Nudel, activiste soviétique puis israélienne († 14 septembre 2021).
  - Igor Oïstrakh, violoniste russo-ukrainien († 14 août 2021).
  - Jean-Michel Rouzière (Michel-Jacques-Gaston Rouzière dit), comédien et directeur de théâtre français († 13 février 1989).
- 1932 :
  - Anouk Aimée (Nicole Dreyfus dite), actrice française.
  - Pik Botha, homme politique sud-africain († 12 octobre 2018).
  - Maxine Brown (en), chanteuse américaine du groupe The Browns (en) († 21 janvier 2019).
  - Clément Guillon, prélat français († 9 juillet 2010).
  - Casey Kasem, disc-jockey et producteur américain († 15 juin 2014).
  - Agustín Rodríguez Sahagún, homme politique espagnol († 13 octobre 1991).
- 1934 :
  - Roland Arpin, pédagogue et administrateur canadien († 2 septembre 2010).
  - Jean-Claude Dupont, ethnologue et enseignant universitaire québécois († 17 mai 2016).
- 1935 :
  - Theo Angelopoulos, cinéaste grec palmé d'or à Cannes vers 1997 († 24 janvier 2012).
  - Sady Rebbot, acteur papa poule et doublure vocale française († 12 octobre 1994).
- 1937 : Sandy Dennis, actrice américaine († 2 mars 1992).
- 1938 :
  - Alain Caron, joueur de hockey sur glace professionnel québécois († 19 décembre 1986).
  - Gilbert Langevin, poète québécois († 18 octobre 1995).
- 1939 :
  - Bernard Cazeau, homme politique français.
  - Stanislas Dziwisz, prélat polonais.
  - Jerry Mercer (en), musicien canadien du groupe April Wine.
- 1940 : Calypso Rose (Linda McArtha Monica Sandy-Lewis dite), chanteuse trinidadienne de calypso.
- 1941 : Ned Wynn, acteur américain, fils de Keenan et petit-fils d'Ed († 20 décembre 2020).
- 1942 :
  - Valeri Polyakov, cosmonaute russe.
  - John Shrapnel, acteur britannique.
- 1944 : Cuba Gooding Sr. (en), chanteur américain du groupe The Main Ingredient († 20 avril 2017).
- 1946 : 
  - Michel Delebarre, homme politique français ancien élu de Dunkerque et ministre (de la ville etc., † 9 avril 2022).
  - Gerd Wiltfang, cavalier allemand, champion olympique († 1er juillet 1997).
- 1947 :
  - Pete Ham, musicien, chanteur et compositeur gallois du groupe Badfinger († 24 avril 1975).
  - Palomo Linares (Sebastián Palomo Martínez dit), matador espagnol.
  - Keith Magnuson, joueur et entraîneur canadien de hockey sur glace († 15 décembre 2003).
  - Ludmila Mikaël, actrice française.
  - Ann Peebles, chanteuse américaine.
- 1948 : Kate Pierson, chanteuse et instrumentiste américaine du groupe The B-52's.
- 1950 :
  - Vladimir Fédorovski, diplomate et écrivain russe naturalisé français.
  - Christian Zacharias, pianiste et chef d'orchestre allemand.
- 1951 : Ace Frehley, musicien américain, guitariste du groupe Kiss.
- 1952 :
  - George Gervin, joueur de basket-ball américain.
  - Ari Vatanen, pilote de rallye finlandais.
- 1953 :
  - Ellen S. Baker, astronaute américaine.
  - Arielle Dombasle, réalisatrice, actrice, scénariste et chanteuse française.
- 1955 :
  - Eric Schmidt, homme d'affaires américain.
- 1957 : Willie Upshaw (en), joueur de baseball américain.
- 1959 :
  - Sheena Easton, chanteuse britannique.
  - Jean Le Cam, navigateur globe-vogueur breton et français.
  - Louis Lortie, pianiste canadien.
- 1966 : 
  - Luc De Larochellière, auteur-compositeur et interprète canadien.
  - Vyacheslav Oliynyk, lutteur ukrainien, champion olympique.
- 1967 :
  - Iyabo Obasanjo, femme politique nigériane.
  - Willem-Alexander, roi des Pays-Bas depuis 2013.
- 1968 : Lynda Johnson, actrice canadienne.
- 1969 : Cory Booker, homme politique américain.
- 1971 : Joëlle Morin, actrice canadienne.
- 1972 : 
  - Mehmet Kurtuluş, acteur, réalisateur et producteur turco-allemand.
  - Maura West, actrice américaine.
- 1973 : Sébastien Lareau, joueur de tennis canadien.
- 1974 : Frank Catalanotto (en), joueur de baseball américain.
- 1975 : 
  - Chris Carpenter, joueur de baseball américain.
  - Antoine Percheron, écrivain français († 21 novembre 2000).
- 1976 :
  - Sally Hawkins, actrice britannique.
  - Walter Pandiani, footballeur uruguayen.
  - Olaf Tufte, rameur norvégien, double champion olympique.
- 1977 :
  - Anthony Cédric Vuagniaux, compositeur genevois.
  - Khalid Zoubaa, athlète français.
- 1980 :
  - Cleber Anderson, footballeur brésilien.
  - Sybille Bammer, joueuse de tennis autrichienne.
  - Gunta Baško-Melnbarde, basketteuse lettone.
- 1981 : Roberto Bissonnette, hockeyeur sur glace et chanteur canadien († 4 septembre 2016).
- 1982 :
  - Brian Gallant, homme politique canadien.
  - François Parisien, coureur cycliste canadien.
- 1983 : Francis Capra, acteur américain.
- 1984 :
  - Pierre-Marc Bouchard, joueur de hockey sur glace canadien.
  - Fabien Gilot, nageur français.
  - Mark Stuart, hockeyeur sur glace américain.
  - Patrick Stump, chanteur américain du groupe Fall Out Boy.
- 1985 : Horacio Zeballos, joueur de tennis argentin.
- 1986 :
  - Kelly Bochenko, mannequin français.
  - Jenna Coleman, actrice britannique.
  - Mohamed Hadidane, basketteur tunisien.
  - Dinara Safina, joueuse de tennis russe.
- 1987 :
  - Ignacio Nicolás Casale, pilote de rallye-raid, de motocross et de quad chilien.
  - Jonathan Castroviejo, cycliste espagnol.
  - Alexandra Lacrabère, handballeuse française.
  - William Moseley, acteur britannique.
- 1988 :
  - Jérémy Florès, surfeur français.
  - Bakary Koné, footballeur burkinabé.
  - Semion Varlamov, hockeyeur sur glace russe.
- 1989 :
  - Lars Bender, footballeur allemand.
  - Sven Bender, footballeur allemand.
  - Paul Byron, hockeyeur sur glace canadien.
- 1990 :
  - Mike Condon, hockeyeur sur glace américain.
  - K Camp (Kristopher Campbell dit), rappeur américain.
  - Pavel Kareline, sauteur à ski russe († 9 octobre 2011).
- 1991 :
  - Isaac Cuenca, footballeur espagnol.
  - Lara Gut, skieuse suisse.
- 1992 : Eliot Berthon, hockeyeur sur glace français.
- 1994 : Corey Seager, joueur de baseball américain.
- 1995 :
  - Saîf-Eddine Khaoui, footballeur français.
  - Nick Kyrgios, joueur de tennis australien.
  - Paddy McNair, footballeur nord-irlandais.
- 1999 : Mathilde Gros, cycliste française spécialiste de la vitesse sur piste, championne du monde.

## Décès

### VIIesiècle
- 630 : Ardachîr III, jeune roi perse de la dynastie des Sassanides de 628 à sa mort très précoce (° vers 621).

### XIIIesiècle
- 1270 : Ladislas, prélat polonais (° vers 1237).
- 1272 : Zita de Lucques, sainte italienne (° 1212).

### XIVesiècle
- 1386 : Éléonore Teles de Menezes, reine de Portugal (° 1350).

### XVesiècle
- 1404 : Philippe II, duc de Bourgogne (° 15 janvier 1342).

### XVIesiècle

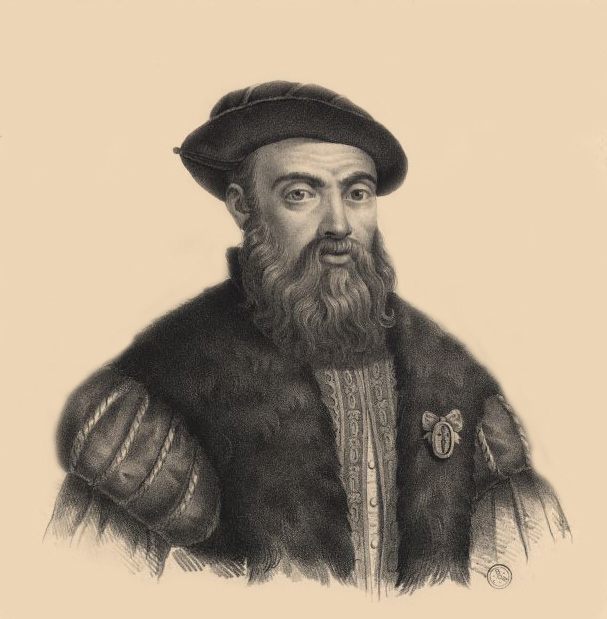
Portrait post-mortem de Fernand de Magellan "imaginé" par Charles Legrand

- 1521 : Fernand de Magellan, explorateur portugais (° 1480).
- 1599 : Maeda Toshiie, daimyo Japonais (° 15 janvier 1538 ou 1539).

### XVIIesiècle
- 1605 : Léon XI (Alexandre Octavien de Médicis / Alessandro Ottaviano di Medicis dit Leo XI en latin, Leone XI en italien), 232e pape catholique éphémère quelques jours en avril 1605 le mois même de sa mort (° 2 juin 1535).
- 1623 : Éric de Lorraine, évêque de Verdun (° 14 mars 1576).
- 1648 : Hector Musnier (Claude-Emmanuel Luillier dit Chapelle), receveur général des finances en la généralité d’Auvergne (° avant 1600).
- 1656 : Gerrit van Honthorst, peintre flamand (° 4 novembre 1590).
- 1700 : François de Portes (°C. 1620).

### XVIIIesiècle

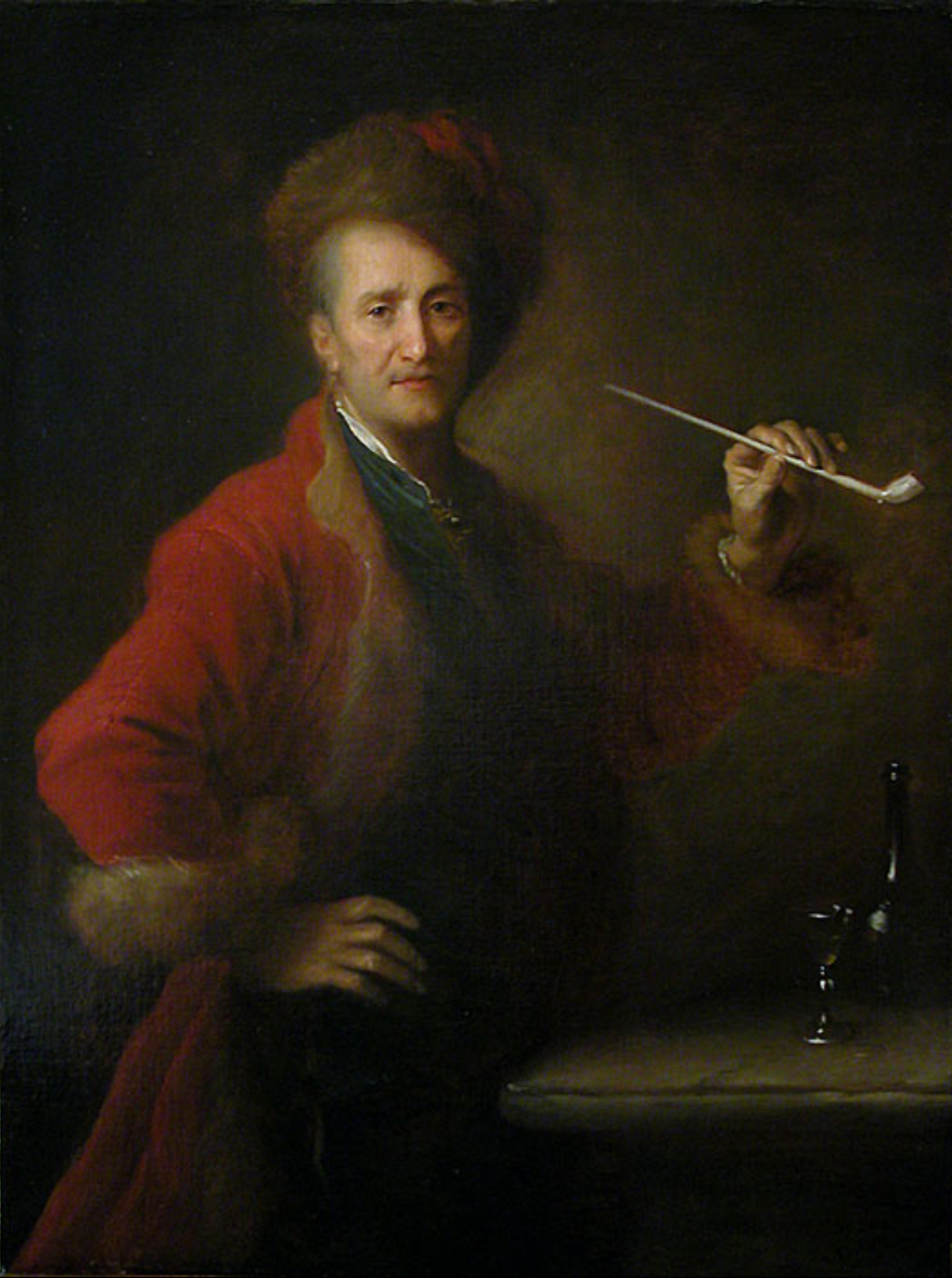
Portrait possible de Jean Bart par son contemporain Grimou en 1700 (?)

- 1702 : Jean Bart, corsaire français (° 21 octobre 1650).
- 1717 : Samuel Bellamy, flibustier britannique (° 23 février 1689).
- 1745 : Jean-Baptiste Morin, compositeur français (° 2 février 1677).
- 1794 : William Jones, orientaliste et linguiste (° 28 septembre 1746).
- 1799 : Louis Marie de Caffarelli du Falga, militaire français (° 13 février 1756).

### XIXesiècle
- 1802 : Jean Antoine Rossignol, militaire français (° 7 novembre 1759).
- 1813 : Zebulon Pike, militaire et explorateur américain (° 5 janvier 1779).
- 1825 : Vivant Denon, égyptologue français (° 4 janvier 1747).
- 1881 : Antoine de Latour, écrivain français (° 30 août 1808).
- 1882 : Ralph Waldo Emerson, essayiste et poète américain (° 25 mai 1803).
- 1886 : 
  - Antoine Blondel, homme politique français (° 16 novembre 1795).
  - Henry Hobson Richardson, architecte américain (° 29 septembre 1838).
- 1891 :
  - Joachim Oppenheim, rabbin autrichien (° 29 septembre 1832).
  - Maximilien Marie, mathématicien français (° 1er janvier 1819).

### XXesiècle
- 1915 :
  - John Labatt, homme d’affaires et brasseur canadien (° 11 décembre 1838).
  - Alexandre Scriabine, pianiste et compositeur russe (° 6 janvier 1872).
- 1930 : Laurent Amodru, homme politique français (° 9 octobre 1849).
- 1937 : Antonio Gramsci, homme politique italien (° 22 janvier 1891).
- 1941 : Penelope Delta, femme de lettres grecque (° 1874).
- 1944 : Léon Israël, médecin juif français assassiné par la Milice (° 13 janvier 1906).
- 1953 : Maud Gonne, comédienne et nationaliste irlandaise (° 21 décembre 1866).
- 1970 : Arthur Shields, acteur et metteur en scène irlandais (° 15 février 1896).
- 1972 :
  - Jacques de Bernonville, industriel français (° 20 décembre 1897).
  - Kwame N'Krumah, président du Ghana de 1960 à 1966 (° 21 septembre 1909).
- 1975 :
  - Sisowath Kossamak, reine consort du Cambodge, mère de Norodom Sihanouk (° 9 avril 1904)
  - John B. McKay, pilote de X-15 américain (° 8 décembre 1922).
- 1978 :
  - Denis Drouin, comédien et humoriste canadien (° 16 avril 1916).
  - Mohammed Daoud Khan, homme politique afghan (° 18 juillet 1909).
- 1984 : Émile Gagnan, ingénieur français (° 11 décembre 1900).
- 1987 : Robert Favre Le Bret, journaliste français, délégué général du festival de Cannes (° 25 août 1904).
- 1989 : Konosuke Matsushita, industriel japonais, fondateur de Panasonic Corporation (° 27 novembre 1894).
- 1991 : Rob-Vel (Robert Pierre Velter dit), auteur de bandes dessinées français (° 9 février 1909).
- 1992 : Olivier Messiaen, compositeur français académicien ès beaux-arts (° 10 décembre 1908).
- 1996 :
  - William Colby, fonctionnaire américain, directeur de la CIA de 1973 à 1976 (° 4 janvier 1920).
  - Gilles Grangier, réalisateur français (° 5 mai 1911).
- 1998 :
  - Dominique Aury, femme de lettres française jurée du prix Femina (° 23 septembre 1907).
  - John Bassett, homme d’affaires et éditeur canadien (° 25 août 1915).
  - Carlos Castaneda, anthropologue américain (° 25 décembre 1925).
- 1999 :
  - Al Hirt (Alois Maxwell Hirt dit), musicien américain (° 7 novembre 1922).
  - Dale C. Thomson (en), historien et enseignant universitaire canadien (° 17 juin 1923).
- 2000 :
  - André Desjardins, chef syndical canadien (° 4 juillet 1930).
  - Vicki Sue Robinson (en), chanteuse américaine (° 18 décembre 1930).

### XXIesiècle
- 2002 : Ruth Handler, femme d'affaires américaine (° 4 novembre 1916).
- 2005 : Red Horner, joueur de hockey sur glace canadien (° 29 mai 1909).
- 2007 : Mstislav Rostropovitch, violoncelliste et chef d'orchestre russe (° 27 mars 1927).
- 2009 : Frankie Manning, danseur et chorégraphe américain (° 26 mai 1914).
- 2010 :
  - Pierre-Jean Rémy, écrivain et académicien français (° 21 mars 1937).
  - João Morais, footballeur portugais (° 6 mars 1935).
- 2012 : Bill Skowron (en), joueur de baseball américain (° 3 mars 1924).
- 2014 :
  - George Astalos, écrivain et poète franco-roumain (° 4 octobre 1933).
  - Vujadin Boškov, footballeur puis entraîneur yougoslave et ensuite serbe (° 16 mars 1931).
  - Micheline Dax, actrice française (° 3 mars 1924).
  - Vasco Graça Moura, écrivain, traducteur, avocat et homme politique portugais (° 3 janvier 1942).
  - Andréa Parisy, actrice française (° 4 décembre 1935).
- 2015 :
  - Suzanne Crough, actrice américaine (° 6 mars 1963).
  - Gene Fullmer, boxeur américain (° 21 juillet 1931).
  - Verne Gagne, joueur américain de football américain (° 26 février 1926).
  - Andrew Lesnie, directeur de la photographie australien (° 1er janvier 1956).
- 2016 :
  - Viktor Gavrikov, joueur d'échecs soviétique, lituanien puis suisse (° 29 juillet 1957).
  - Liu Lianman, alpiniste chinois (° décembre 1933).
  - Michel Sales, prêtre jésuite, philosophe et théologien français (° 11 novembre 1939).
  - Gabriele Sima, chanteuse d'opéra autrichienne (° 25 février 1955).
- 2020 : Robert Herbin, joueur international français reconverti entraîneur de football (A.S.-Saint-Étienne, ° 30 mars 1939).
- 2022 : 
  - Carlos Amigo Vallejo, cardinal espagnol, archevêque de Séville (° 23 août 1934).
  - Nikolaï Leonov, l'un des mentors de V. Poutine au KGB, également soviétique puis russe.
  - Bernard Pons, médecin et homme politique français, député et ministre (des DOM-TOM).
  - Kenneth Tsang.

## Célébrations

### Nationales
- Afrique du Sud (Union africaine) : jour de la liberté ou Freedom Day, fête de la liberté commémorant les premières élections libres post-apartheid organisées en 1994 après la libération de prison de Mandela en février 1990.
- Catalogne, Espagne (Union européenne à zone euro), Argentine, Guatemala, Mexique, Salvador, Venezuela : Virgen de Montserrat ou fête religieuse (comme ci-après) de la Vierge de Montserrat.
- Chili : día del carabinero[8] / fête des carabiniers commémorant la fondation de cette institution militaro-policière en 1927.
- Finlande(Union européenne à zone euro) : national war veterans' day[9] / journée nationale des vétérans de la guerre.
- Pays-Bas, Aruba, Curaçao et Saint-Martin (Union européenne à zone euro) : fête nationale ou jour du roi des Pays-Bas (depuis 1949).
- Sierra Leone (Union africaine) : Republic day / fête de la République commémorant la reconnaissance de l'indépendance vis-à-vis de l'Espagne et de la République en 1961.
- Slovénie (Union européenne à zone euro) : Dan upora proti okupatorju (sl) / journée du soulèvement contre l'occupation commémorant l'établissement d'un front de libération contre les occupants italiens, allemands et hongrois en 1941.
- Togo (Union africaine) : fête de l'indépendance commémorant l'indépendance acquise en 1960 vis-à-vis de la France.

### Religieuses
- Traditions "agricoles" des Rogations pré-chrétiennes puis christianisme catholique, anglican voire orthodoxe : date possible, voir plus bas.
- Bahaïsme : fêtes de Ridván célébrant la prophétie de Mirza Husayn Ali Nuri à Bagdad capitale de l'Irak actuel.

### Saints des Églises chrétiennes

#### Saints des Églises catholiques et orthodoxes
Référencés ci-après in fine, :
- Alpinien et Austriclinien († IIIe siècle), compagnons de saint Martial de Limoges.
- Euloge l'hospitalier († VIe siècle), tailleur de pierre en Thébaïde.
- Jean le Confesseur († 837), abbé à Constantinople.
- Liberal d'Altino († 400), ermite à Altino.
- Maughold de Man (en) († 488), évêque de l'île de Man.
- Pallion († 303), martyr à Cibales.
- Siméon de Jérusalem († 111), 2e évêque de Jérusalem, réfugié à Pella, martyr.
- Tertullien de Bologne († Ve siècle), évêque de Bologne en Émilie-Romagne[12].
- Théodore de Tabenne (†368), abbé en Thébaïde (Égypte).
- Théophile de Brescia († Ve siècle), évêque de Brescia.

#### Saints et bienheureux des Églises catholiques
Référencés ci-après in fine :
- Alleaume d'Étival († 1152), bienheureux ermite fondateur de l'abbaye d'Étival-en-Charnie.
- Gérard de Corbie († 1095), moine.
- Humbert de Miribel († 1220), évêque de Valence.
- Humbert III de Savoie († 1189), bienheureux prince savoyard devenu moine.
- Jacques Illirico (it) († 1496), bienheureux religieux franciscain italien.
- Joseph Outhay († 1961), bienheureux laïc thailandais mort martyr.
- Laurent Nguyen Van Huong († 1856), prêtre martyr à Ninh Bình au Tonkin.
- Osanna de Kotor († 1565), ermite du tiers-ordre dominicain à Kotor.
- María Antonia Bandrés y Elosegui († 1919), bienheureuse religieuse espagnole fondatrice des Filles de Jésus.
- Nicolas Roland († 1678), bienheureux prêtre français fondateur des religieuses du Saint Enfant Jésus de Reims.
- Noël Tenaud († 1961), bienheureux religieux français martyr.
- Pierre Armengol († 1304), bienheureux religieux espagnol mercédaire (de l'ordre de Notre-Dame-de-la-Merci / "de la Merced".
- Zita de Lucques († 1272), Laïque française.

#### Saints orthodoxes
aux dates parfois "juliennes" / orientales :
- Étienne de Kiev (ru) († 1094), moine.
- Sava († 1236) ou Sabas de Serbie dont les Ottomans détruisirent les reliques le Vendredi Saint de 1594 (fête principale le 14 janvier).

### Prénoms du jour
Bonne fête aux Zita.
Et aussi aux :
- Amédée et ses variantes : Amadeus, Amedeus, Amedeo, Gotlib et variantes ; Amedea, Amédine, etc. (fête locale, fête majeure le 30 mars).
- Aux Konwen
- et Siméon et ses formes féminines : Simeona, Siméone, Siméonie et Siméonne.

## Traditions et superstitions
- Traditions "agricoles" pré-chrétiennes puis christianisme catholique, anglican voire orthodoxe : date possible du premier jour des Rogations, le dernier lundi précédant la fête de l'Ascension et son jeudi, du 27 avril au 1er juin (lundi 23 mai en 2022, après les saints de glace des 11 aux 13 mai ci-après voire la fête juive des récoltes / "des (7 ?) semaines", à la place de la Pentecôte christianisée).

### Dictons
Période des saints cavaliers antérieure aux saints de glace des 11 aux 13 mai et ainsi propice aux dictons météorologiques tels que :
- « À la sainte-Zita, le froid ne dure pas. » [14].
- « À la saint-Siméon, la neige et les tisons. »[15]
- « À partir de saint-Siméon, tu peux semer tes melons. »[16]

### Astrologie
- Signe du zodiaque : 7e jour du signe astrologique du Taureau.

## Toponymie
Les noms de plusieurs voies, places, sites ou édifices de pays ou régions francophones contiennent cette date sous différentes graphies : voir Vingt-Sept-Avril .